# Bruno della Chiesa
Bruno della Chiesa (* 7. Juli 1962) ist ein französischer Linguist. Er lehrt als Gastdozent an der Harvard University und hat das internationale Science Fiction Festival „Utopiales“ gegründet.

## Bildungsweg
In den 1980er Jahren setzte er nach einem Grundstudium der Linguistik sowie der deutschen Literatur und Philosophie in Nancy (Frankreich) und Bonn seinen Bildungsweg mit einem Aufbaustudium in Sprachdidaktik bei Robert Galisson an der Universität Sorbonne Nouvelle Paris III fort, wo er mit Soziolinguistik vertraut wurde und mit Louis Porcher im Bereich der Kulturanthropologie und der Bildungssoziologie arbeitete. Stark beeindruckt von den Arbeiten Pierre Bourdieus, Tzvetan Todorovs und Noam Chomskys, mit dem er später beruflich zusammenkam und Freundschaft schloss, entwickelte er ein Interesse für Sprachphilosophie, wobei Bertrand Russell und Ludwig Wittgenstein ihn besonders beeinflussten.

## Arbeitsleben

### Zwischen „kultureller Diplomatie“, Lehre und Forschung
Zwischen 1985 und 1999 arbeitete Bruno della Chiesa für das französische Außenministerium. In Kairo (Ägypten) (1985–1987) lehrte er französische Literatur und Philosophie; in Mexiko (1987–1990) entwickelte er als Koordinator der Französischabteilung der Universität Guadalajara Grundausbildungs- und Weiterbildungsprogramme für Französischdozenten der sieben Universitäten im Westen des Landes; in Österreich (1990–1994) leitete er das Institut français in Graz; Ende 1994 kehrte er auf Einladung des damaligen Präsidenten des französischen Senats, René Monory, nach Frankreich zurück, um die internationalen Beziehungen des Départements Vienne zu leiten.

### OECD
Anfang 1999 nahm er eine Stelle als Projektmanager im Zentrum für Forschung und Innovation im Bildungswesen (Centre for Educational Research and Innovation, CERI) der OECD an. Sein Projekt „Lernwissenschaften und Gehirnforschung“ (1999–2008), das unter Anreiz von Jarl Bengtsson gegründet wurde, hat über 300 Experten aus 26 Ländern zusammengebracht und zur Entstehung von Initiativen geführt, die einen transdisziplinären Ansatz der Neurodidaktik entwickeln, zunächst in Nordamerika, Asien und Europa und schließlich weltweit. Während dieser Zeit begann er, mit Kurt W. Fischer und Howard Gardner an der Harvard-Universität zusammenzuarbeiten. Von 2007 bis 2012 entwickelte er – zwischen Cambridge (Massachusetts, USA), Ulm und Paris (Frankreich) – ein umstrittenes Projekt zu Sprachen und Kulturen im Zeitalter der Globalisierung, ohne jedoch die Neurowissenschaften aufzugeben. Zahlreiche tiefgreifende Meinungsverschiedenheiten philosophischer Natur bezüglich der Ziele und Ausrichtungen dieses Projektes sowie bezüglich interner Politik und Strukturen führten 2012 zu seinem Ausscheiden aus der Organisation.

### Harvard
Seit 2008 hält della Chiesa als Gastdozent an der Harvard University Graduate School of Education jährlich den Kurs „Learning in a Globalizing World: Language Acquisition, Cultural Awareness, and Cognitive Justice“ innerhalb der Programme International Education Policy und Mind, Brain and Education sowie Seminare zu unterschiedlichen Themen. Sein Interesse an Neuroethik (besonders im Sinne von „Entwicklung von ethischen Urteilen und Entscheidungen im Gehirn“) führte dazu, dass er 2009 Herausgeber des Abschnitts „Addressing Educational Neuroscience and Ethics: Implications for Societies“ („AENEIS“) des Journals Mind, Brain and Education sowie Mitglied der International Mind, Brain, and Education Society (IMBES) wurde.

## Science Fiction
Bruno della Chiesa ist seit seiner Kindheit von Science-Fiction-Literatur begeistert, so z. B. von Philip K. Dick, Ursula K. Le Guin, Christopher Priest. Anfang der 1990er Jahre lehrte er Europäische Science-Fiction-Literatur an der Universität Graz (Österreich). Ende 1995 begann er ein internationales Science-Fiction-Festival zu entwickeln, das drei Jahre später zu „Utopia“ am Futuroscope in Poitiers (Frankreich) wurde. 2000 zog das Festival nach Nantes um und wurde 2001 in „Utopiales“ umbenannt, als Bruno della Chiesa die künstlerische Leitung an Patrick Gyger übergab. Im Rahmen dieser jährlichen Veranstaltung gab er zwischen 2000 und 2006 unter dem Titel „Utopiæ“ sieben Sammelbände mit 70 Kurzgeschichten von Science-Fiction-Schriftstellern aus 40 Ländern und übersetzte aus 20 Sprachen heraus. Er hat zudem etwa 50 Literaturkritiken in der Zeitschrift Galaxies veröffentlicht.

## Ausgewählte Bibliografie

### Herausgeber
- B. della Chiesa, J. Scott und C. Hinton (Hrsg.): Languages in a Global World. Learning for Better Cultural Understanding. OECD, Paris 2012. ISBN 978-92-64-12324-3
- Utopiae 2000 - 2006, L’Atalante, Coll. La Dentelle du Cygne

### Artikel
- Ch. Hinton, K. Miyamoto und Bruno della Chiesa: Brain Research, Learning and Emotions: implications for education research, policy and practice. In: European Journal of Education. Band 43, Nr. 1, 2008, Blackwell Publishing, London 2008, S. 87–103.
- Bruno della Chiesa und K. Miyamoto: Unlocking the secrets of mankind’s most powerful machine. In: Teaching Scotland. Spring 2008, Glasgow 2008, S. 14–15.
- Bruno della Chiesa: Introduction. In: Éducation, sciences cognitive et neurosciences, sous l’égide de l’Académie des Sciences. Presses Universitaires de France, Paris 2008, S. 7–12 und 20; sowie Anmerkungen auf S. 83–212
- Bruno della Chiesa: Long Live Lifelong Brain Plasticity!. In: Lifelong Learning in Europe (LLinE). Band 13, Nr. 2, Helsinki 2008, S. 78–85.
- Bruno della Chiesa und V. Christoph: Neurociencia y docentes: crónica de un encuentro. In: Cuadernos de pedagogía. Band 386, Januar 2009, Madrid 2009, S. 92–96.
- Bruno della Chiesa, V. Christoph und Ch. Hinton: How Many Brains Does It Take to Build a New Light: Knowledge Management Challenges of a Transdisciplinary Project. In: Mind, Brain and Education. Band 3, Nr. 1, März 2009, Blackwell Publishing, New York 2009, S. 17–26.
- Bruno della Chiesa: Ce qu’on sait sur la mémoire… et tout ce qui reste à apprendre. In: Cahiers Pédagogiques. n°474 ‘Aider à mémoriser’, Paris 2009, S. 28–31.
- Bruno della Chiesa: Beginning in the brain: Pioneering the field of educational neuroscience (Seite nicht mehr abrufbar, festgestellt im März 2023. Suche in Webarchiven). Usable Knowledge, Harvard Graduate School of Education, Cambridge MA, March 2009.
- Bruno della Chiesa: Gute Gehirne gesucht! Von Neurowissenschaften, Lernen, Lehren, Medien, und Ethik. In: LERNtheoriEN – Protokoll 15/10. Akademie Loccum, Rehburg-Loccum 2010, S. 9–28.
- Bruno della Chiesa: Wer fremde Sprachen nicht kennt… In: Die Bedeutung der Sprache – Bildungspolitische Konsequenzen und Maßnahmen. Berliner Wissenschaftsverlag, Berlin 2010, S. 9–29.
- Bruno della Chiesa: “Fácilis descensus Averni” – Mind, Brain, Education, and Ethics: Highway to Hell, Stairway to Heaven, or Passing Dead-End? In: Mind, Brain and Education. Band 4, Nr. 2, Juni 2010, Blackwell Publishing, New York 2010, S. 45–48.
- Bruno della Chiesa: Wanted: Tesseract – One Hypothesis on Languages, Cultures, and Ethics for Mind, Brain, and Education. In: Mind, Brain and Education. Band 4, Nr. 3, September 2010, Blackwell Publishing, New York 2010, S. 135–148.
- C. Rolbin und Bruno della Chiesa: “We Share the Same Biology…” – Cultivating Cross-Cultural Empathy and Global Ethics through Plurilingualism. In: Mind, Brain and Education. Band 4, Nr. 4, Dezember 2010, Blackwell Publishing, New York 2010, S. 197–208.
- Z. Stein, Bruno della Chiesa, Ch. Hinton, K. Fischer: Ethical Issues in Educational Neuroscience: Raising Children in a Brave New World. In: J. Illes und B. J. Sahakian (Hrsg.): Oxford Handbook of Neuroethics. Oxford University Press, New York 2011, S. 803–822.
- Bruno della Chiesa: When Learning Languages, Motivation Matters Most. Interview by Nancy Walser, Harvard Education Letter 27/6, Nov.–Dec. 2011, Harvard Education Press, Cambridge, MA 2011, S. 6–8.
- Bruno della Chiesa: Learning languages in a globalising world. In: B. della Chiesa, J. Scott und C. Hinton (Hrsg.): Languages in a Global World. Learning for Better Cultural Understanding. OECD, Paris 2012, S. 37–51
- Bruno della Chiesa: „Expansion of our own being“: Language learning, cultural belonging and global awareness. In: B. della Chiesa, J. Scott und C. Hinton (Hrsg.): Languages in a Global World. Learning for Better Cultural Understanding. OECD, Paris 2012, S. 437–461.
- Bruno della Chiesa: Retour sur bilinguisme, multilinguisme et éducation. Les Vendredis Intellos, Interview by Ilse Dethune, 2012, from http://lesvendredisintellos.com/2012/02/23/retour-sur-bilinguisme-multilinguisme-et-education-guest/
- Bruno della Chiesa: Mieux comprendre le développement de l’enfant: ce que l’on peut et ne peut pas attendre des neurosciences. In: Paper presented at the Bien-être des jeunes enfants dans l’accueil et l’éducation en France et ailleurs, Actes du colloque des 10 et 11 octobre 2011. Centre d’analyse stratégique, DREES, Ministère de la Santé, Paris 2013, S. 25–29.
- Bruno della Chiesa: De la perfectibilité humaine, des neurosciences, de la libération, et des pommes de terre. In: P. Toscani (Hrsg.): Les neurosciences au cœur de la classe. Chronique sociale, Lyon 2013, S. 14–17.
- Bruno della Chiesa: Our Learning/Teaching Brains: What can be Expected from Neuroscience, and how? What should not be Expected from Neuroscience, and why? In: Proceedings of the 2013 Research Conference. How the Brain Learns: What lessons are there for teaching? Australian Council for Educational Research, Melbourne 2013, S. 3–6.
- Bruno della Chiesa: Switch on Brain with Science. In: IB World Magazine. Band 69, März 2014, S. 20–21.

### Online-Materialien
- N. Chomsky, H. Gardner und Bruno della Chiesa: Pedagogy of the Oppressed. Askwith Forum, 2013.
- C. Hinton, Bruno della Chiesa, V. Christoph und H. Francis: Online Course: Brain and Learning (Seite nicht mehr abrufbar, festgestellt im März 2023. Suche in Webarchiven). The NEA Foundation 2014.